# Нікола Аббаньяно
Ніко́ла Аббанья́но (італ. Nicola Abbagnano, 15 липня 1901, Салерно — 9 вересня 1990, Мілан) — італійський філософ-екзистенціаліст, професор Туринського університету, основоположник концепції «позитивного екзистенціалізму».
Розмірковуючи над проблемами екзистенціалізму, Аббаньяно прийшов до заперечення автономної діалектики думки, припускаючи існування прихованої сили, яка панує над нею. Думка у нього виступає як символ рухів, протиріч, ситуації самого життя. Як символ не є самодостатнім, а черпає свою цінність і значення того, що висловлює думка, так і думка, представлена на рівні логічності, не може бути абсолютно чистою, автономною. Наприклад, він писав: «Якщо серце має доводи, які не розуміє розум, значить, треба знайти розум, який би використовував, як свої, доводи серця». Саме екзистенціалізм, на його думку, усуває відчуженість між думкою і життям. Однак у Аббальяно було своє розуміння екзистенціалізму, оскільки він традиційний залишив людину на погибель, не залишивши їй засіб, інструмент, який би міг протистояти непевності людських починань, дозволити дивитися у майбутнє з розумною, хоча і обачною вірою. Негатив традиційного екзистенціалізму він бачив у визначенні існуючого ні чим іншим, як можливістю, і пропонував шлях, який би розглядав можливість як пошук, спрямований на встановлення меж і умов самої можливості. Такою формулою «можливість можливості» він намагався створити оптимістичний варіант екзистенціалізму. У тому і є суть введеного ним поняття «позитивного екзистенціалізму», що він розкриває перед людиною безмежний небокрай можливостей.